# Leptocereus leonii
Leptocereus leonii ist eine Pflanzenart in der Gattung Leptocereus aus der Familie der Kakteengewächse (Cactaceae). Das Artepitheton leonii ehrt den aus Frankreich stammenden Verfasser der Flora de Cuba Hermano León (1871–1955).

## Beschreibung
Leptocereus leonii wächst strauchig bis baumförmig, ist reich verzweigt und erreicht Wuchshöhen von bis zu 5 Meter. Häufig wird ein Stamm mit einem Durchmesser von bis zu 30 Zentimeter ausgebildet. Die obersten Triebsegmente erreichen Durchmesser von 1 bis 2 Zentimeter. Es sind sechs bis acht Rippen vorhanden, die auffällig gekerbt sind. Die ausdauernden, nadeligen, gelblichen Dornen vergrauen im Alter. Sie sind 2 bis 9 Zentimeter lang.
Die glockenförmigen etwas rosafarbenen bis rötlichen Blüten sind bis zu 3,5 Zentimeter lang. Ihr Perikarpell und die Blütenröhre sind mit kurzen Dornen besetzt. Die kugelförmigen bis einförmigen  Früchte sind kaum bedornt und weisen Durchmesser von bis 2 Zentimeter auf.

## Verbreitung, Systematik und Gefährdung
Leptocereus leonii ist endemisch in der Sierra de Anafe und der Sierra del Esperón im Westen Kubas verbreitet.
Die Erstbeschreibung erfolgte 1912 durch Nathaniel Lord Britton und Joseph Nelson Rose. Ein nomenklatorisches Synonym ist Cereus leonii (Britton & Rose) Vaupel (1912).
In der Roten Liste gefährdeter Arten der IUCN wird die Art als „Critically Endangered (CR)“, d. h. als vom Aussterben bedroht geführt.

## Nachweise